# Grivesnes
Grivesnes és un municipi francès situat al departament del Somme i a la regió dels Alts de França. L'any 2007 tenia 356 habitants.

## Demografia

### Població
El 2007 la població de fet de Grivesnes era de 356 persones. Hi havia 134 famílies de les quals 36 eren unipersonals (20 homes vivint sols i 16 dones vivint soles), 45 parelles sense fills, 49 parelles amb fills i 4 famílies monoparentals amb fills.
La població ha evolucionat segons el següent gràfic:
Habitants censats

### Habitatges
El 2007 hi havia 159 habitatges, 143 eren l'habitatge principal de la família, 11 eren segones residències i 4 estaven desocupats. Tots els 159 habitatges eren cases. Dels 143 habitatges principals, 119 estaven ocupats pels seus propietaris, 22 estaven llogats i ocupats pels llogaters i 3 estaven cedits a títol gratuït; 2 tenien dues cambres, 15 en tenien tres, 46 en tenien quatre i 80 en tenien cinc o més. 131 habitatges disposaven pel capbaix d'una plaça de pàrquing. A 56 habitatges hi havia un automòbil i a 77 n'hi havia dos o més.

### Piràmide de població
La piràmide de població per edats i sexe el 2009 era:
| Homes | Edats   | Dones |
| ----- | ------- | ----- |
| 0     | 95 o +  | 4     |
| 0     | 90 a 94 | 0     |
| 0     | 85 a 89 | 0     |
| 12    | 80 a 84 | 0     |
| 4     | 75 a 79 | 20    |
| 4     | 70 a 74 | 4     |
| 4     | 65 a 69 | 0     |
| 0     | 60 a 64 | 8     |
| 0     | 55 a 59 | 4     |
| 16    | 50 a 54 | 4     |
| 20    | 45 a 49 | 20    |
| 8     | 40 a 44 | 12    |
| 12    | 35 a 39 | 12    |
| 8     | 30 a 34 | 8     |
| 8     | 25 a 29 | 4     |
| 24    | 20 a 24 | 12    |
| 12    | 15 a 19 | 20    |
| 12    | 10 a 14 | 16    |
| 20    | 5 a 9   | 8     |
| 12    | 0 a 4   | 8     |

## Economia

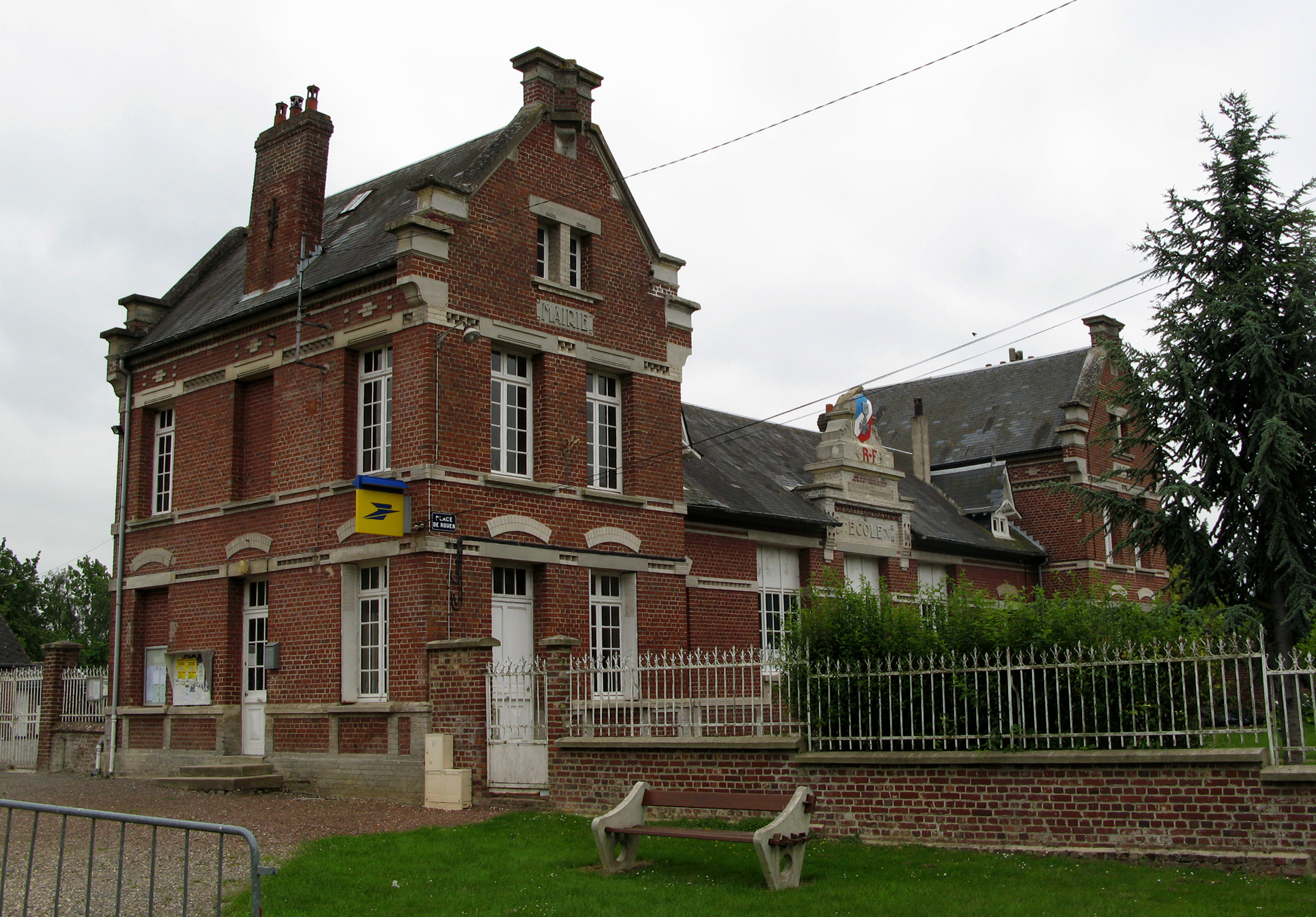
Ajuntament

El 2007 la població en edat de treballar era de 235 persones, 192 eren actives i 43 eren inactives. De les 192 persones actives 177 estaven ocupades (97 homes i 80 dones) i 15 estaven aturades (5 homes i 10 dones). De les 43 persones inactives 15 estaven jubilades, 15 estaven estudiant i 13 estaven classificades com a «altres inactius».

### Ingressos
El 2009 a Grivesnes hi havia 146 unitats fiscals que integraven 356 persones, la mediana anual d'ingressos fiscals per persona era de 19.347 €.

### Activitats econòmiques

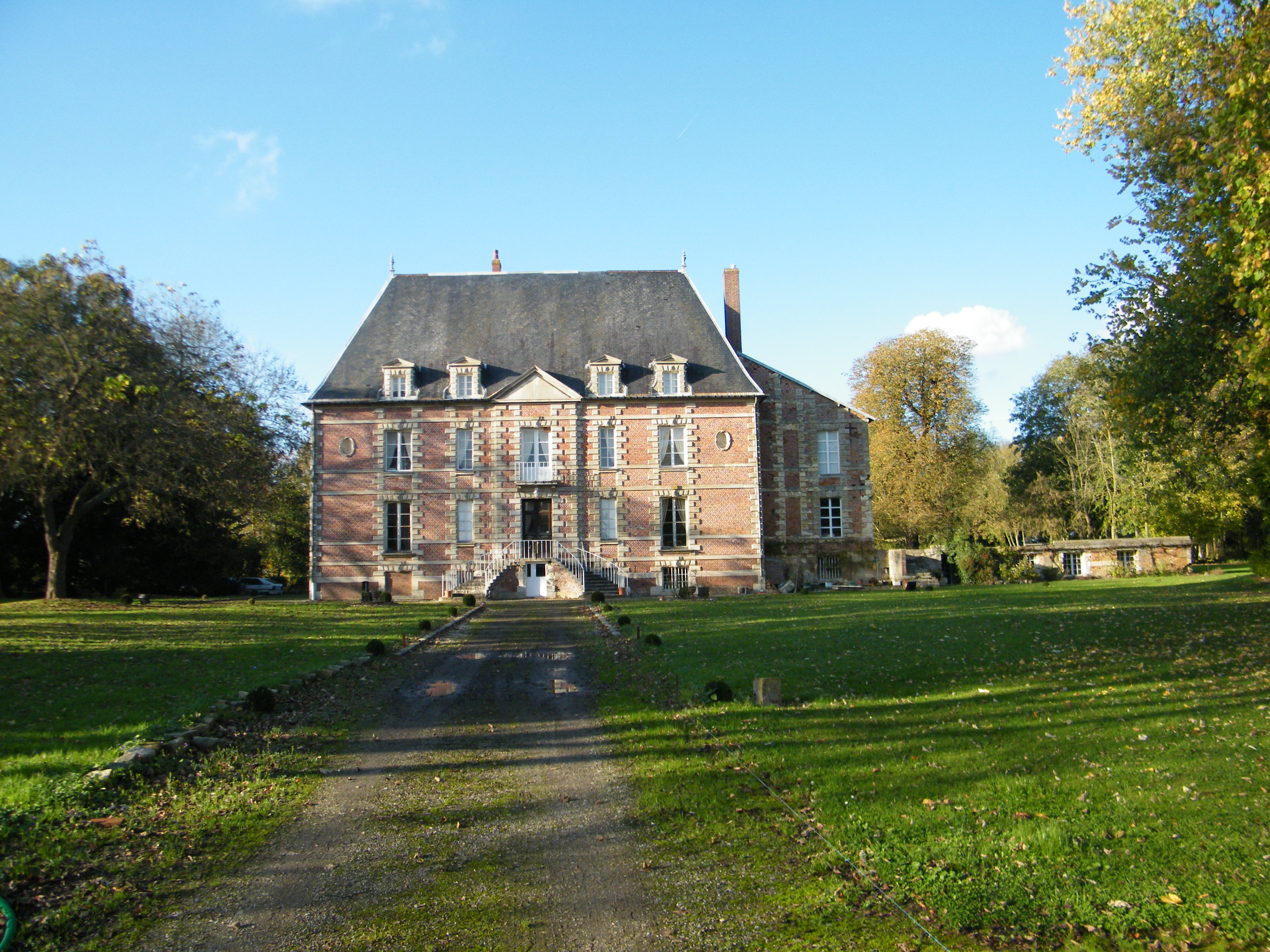

Dels 6 establiments que hi havia el 2007, 2 eren d'empreses de construcció, 1 d'una empresa de comerç i reparació d'automòbils, 1 d'una empresa immobiliària, 1 d'una entitat de l'administració pública i 1 d'una empresa classificada com a «altres activitats de serveis».
Dels 2 establiments de servei als particulars que hi havia el 2009, 1 era un electricista i 1 agència immobiliària.
L'any 2000 a Grivesnes hi havia 9 explotacions agrícoles que ocupaven un total de 954 hectàrees.

## Equipaments sanitaris i escolars

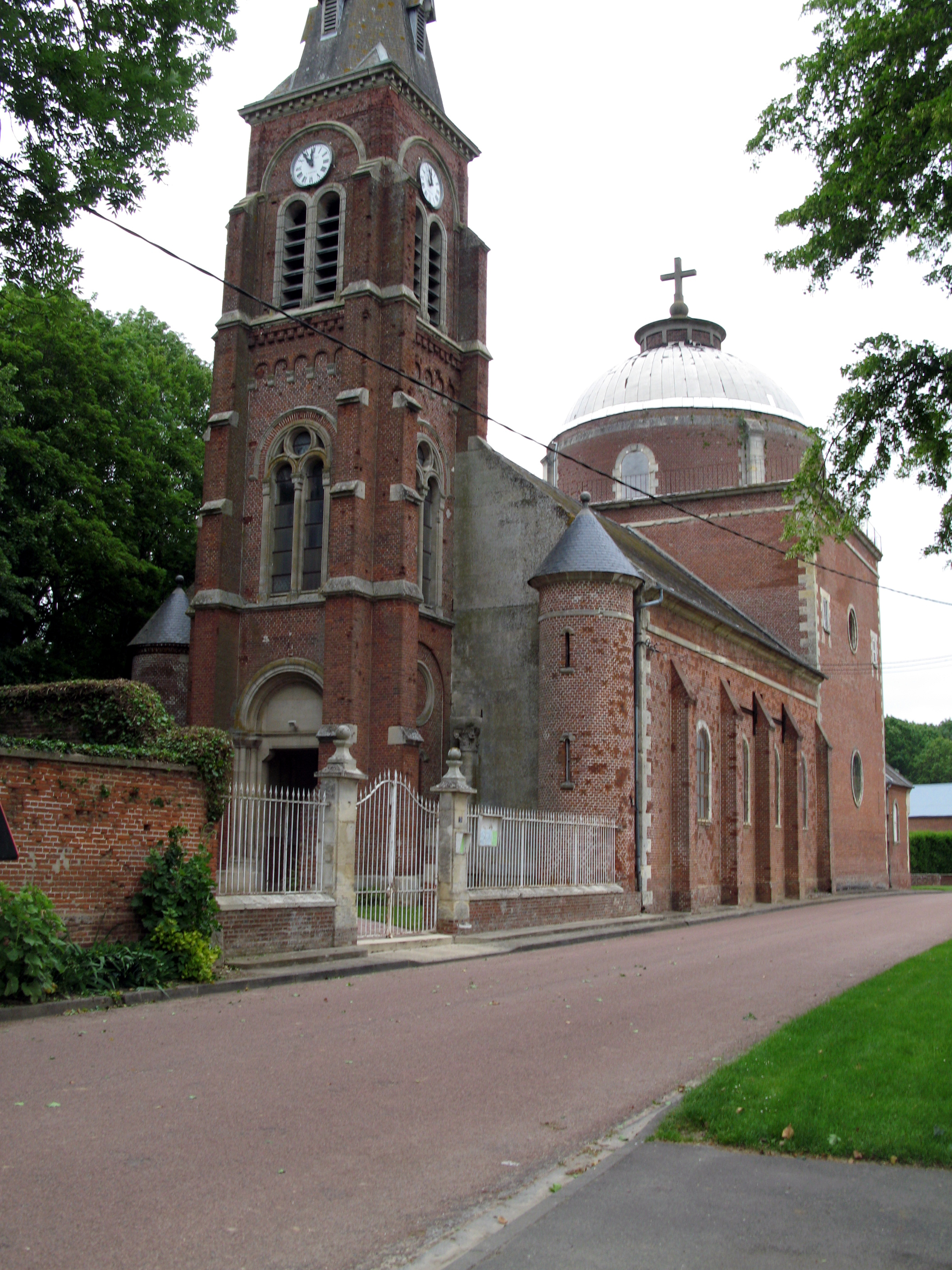

El 2009 hi havia una escola elemental integrada dins d'un grup escolar amb les comunes properes formant una escola dispersa.

## Poblacions més properes
El següent diagrama mostra les poblacions més properes.